# Pseudocatharylla nigrociliella
Pseudocatharylla nigrociliella là một loài bướm đêm trong họ Crambidae.